# Mosaico de la caza de Worcester
El mosaico de la caza de Worcester es un gran mosaico bizantino de suelo situado en el Museo de Arte de Worcester, Massachusetts. El mosaico se construyó originalmente para una villa de lujo en Dafne, a las afueras de Antioquía. Se descubrió durante una expedición arqueológica que duró entre 1932 y 1939, y actualmente es el mayor mosaico de Antioquía que se encuentra en Estados Unidos. Mide aproximadamente 6,5 x 6,3 metros.

## Historia
Los mosaicos fueron una forma importante de arte bizantino y se produjeron muchos ejemplos entre los siglos VI y XV. La caza de Worcester es un ejemplo bien conservado de los mosaicos bizantinos del siglo VI. La mayoría de las obras de arte bizantino a gran escala durante este periodo fueron encargadas por la Iglesia Ortodoxa o por ricos mecenas de las clases altas de la élite. Los mosaicos fueron un desarrollo importante durante el siglo VI y se utilizaban habitualmente para adornar los suelos y paredes interiores de los edificios de las iglesias como muestra de fervor religioso y autoridad política.
Situada en el extremo suroeste de Anatolia, a lo largo de la costa mediterránea, Dafne era una antigua comunidad turística situada en las colinas que dominaban la ciudad seléucida de Antioquía, que los bizantinos habían heredado del Imperio romano. Antioquía era una ciudad estratégicamente importante y se encontraba en la confluencia de importantes rutas comerciales. La importancia política y cultural de Antioquía y sus alrededores se manifestaba a través de grandes obras artísticas como los mosaicos para suelo. A partir del siglo III, los mosaicos se convirtieron en una forma popular de ornamentación entre la élite rica.
La Caza de Worcester se construyó a principios del siglo VI, probablemente durante el reinado de Justiniano I. Es único entre otros mosaicos bizantinos conocidos porque no se encontraba en un lugar de culto y no representa temas religiosos. Los mosaicos pre iconoclásticos, como el de la Caza de Worcester, son fuentes valiosas del arte bizantino primitivo, ya que la agitación política y social de la iconoclasta provocó la destrucción de muchas creaciones artísticas, incluidos los mosaicos. La escala y el lugar en el que se construyó sugieren que era propiedad privada de un aristócrata bizantino rico. Este mosaico habría sido la pieza central de una gran residencia, construida con el propósito de dejar una impresión duradera en los invitados. La escala del Worcester, en comparación con otras obras bizantinas de propiedad privada de este periodo, demuestra el gran tiempo y los fondos que se habrían necesitado para crear una pieza así. El estado relativamente bien conservado de este gran mosaico también es notable porque esta región sufrió frecuentes terremotos a lo largo de los siglos.
En 1268, los mamelucos de Egipto saquearon la ciudad de Antioquía y la mayoría de sus habitantes fueron asesinados, mientras que otros fueron esclavizados. La población de Antioquía continuó un declive gradual durante los siglos siguientes hasta que todo lo que quedó de la ciudad fue una serie de ruinas deshabitadas.

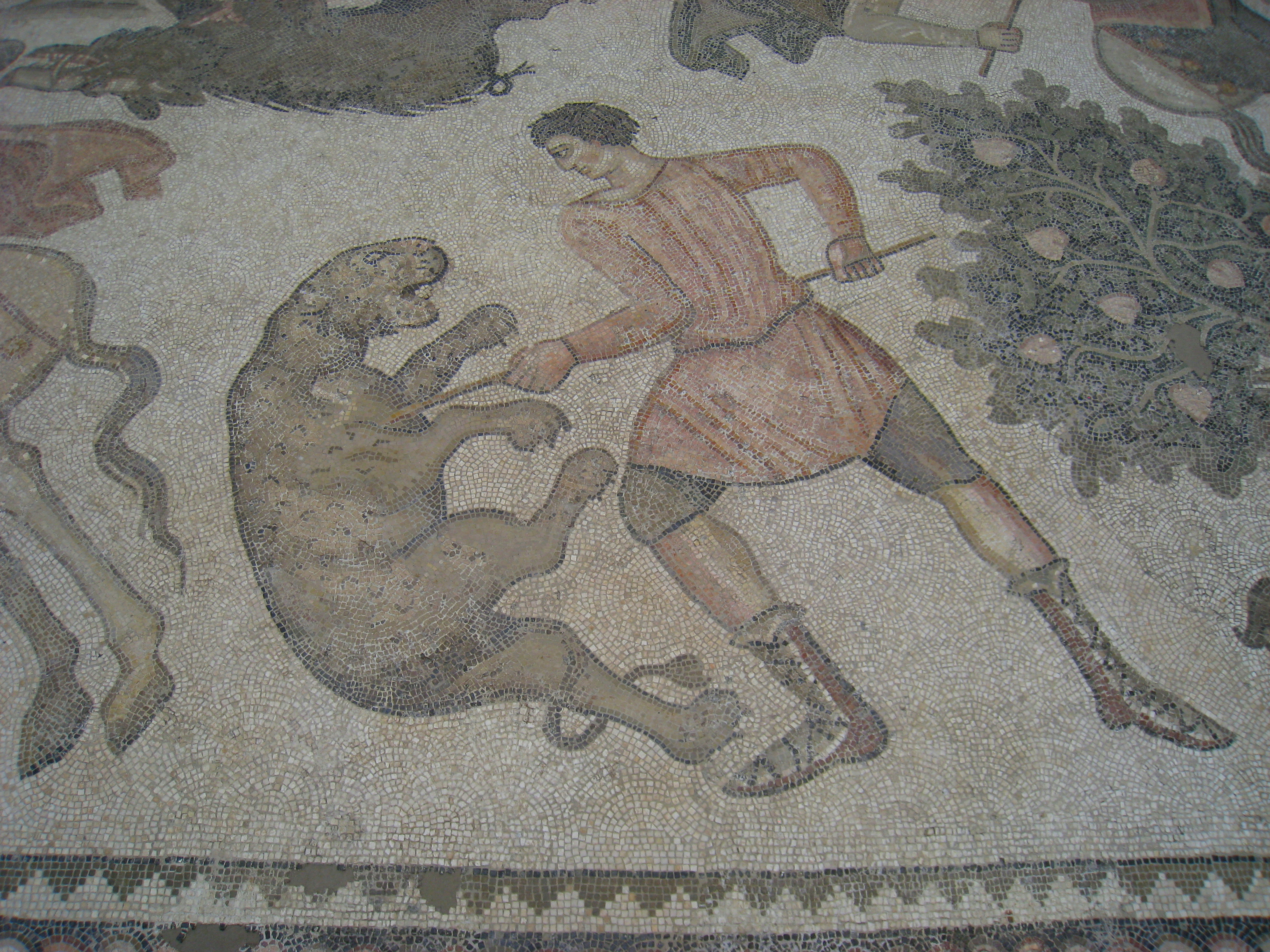
Uno de los cazadores desmontados que aparecen en el mosaico utiliza una lanza para matar una pieza de caza peligrosa.

En 1931 se creó el «Comité para la excavación de Antioquía y sus alrededores», formado por una coalición de arqueólogos financiados por el Museo del Louvre, el Museo de Arte de Baltimore, el Museo de Arte de Worcester, la Universidad de Princeton y la Universidad de Harvard. La expedición comenzó en 1932, pero los arqueólogos no localizaron ningún edificio importante como pretendían. Sin embargo, consiguieron descubrir una gran cantidad de mosaicos en Antioquía y sus alrededores, incluidos los encontrados en Dafne. Algunos de los descubrimientos permanecieron en la actual Turquía, mientras que otros, como el de Worcester, fueron adquiridos por instituciones educativas. En 1936, el Museo de Worcester adquirió el mosaico de Worcester, donde permanece en la actualidad.

## Descripción

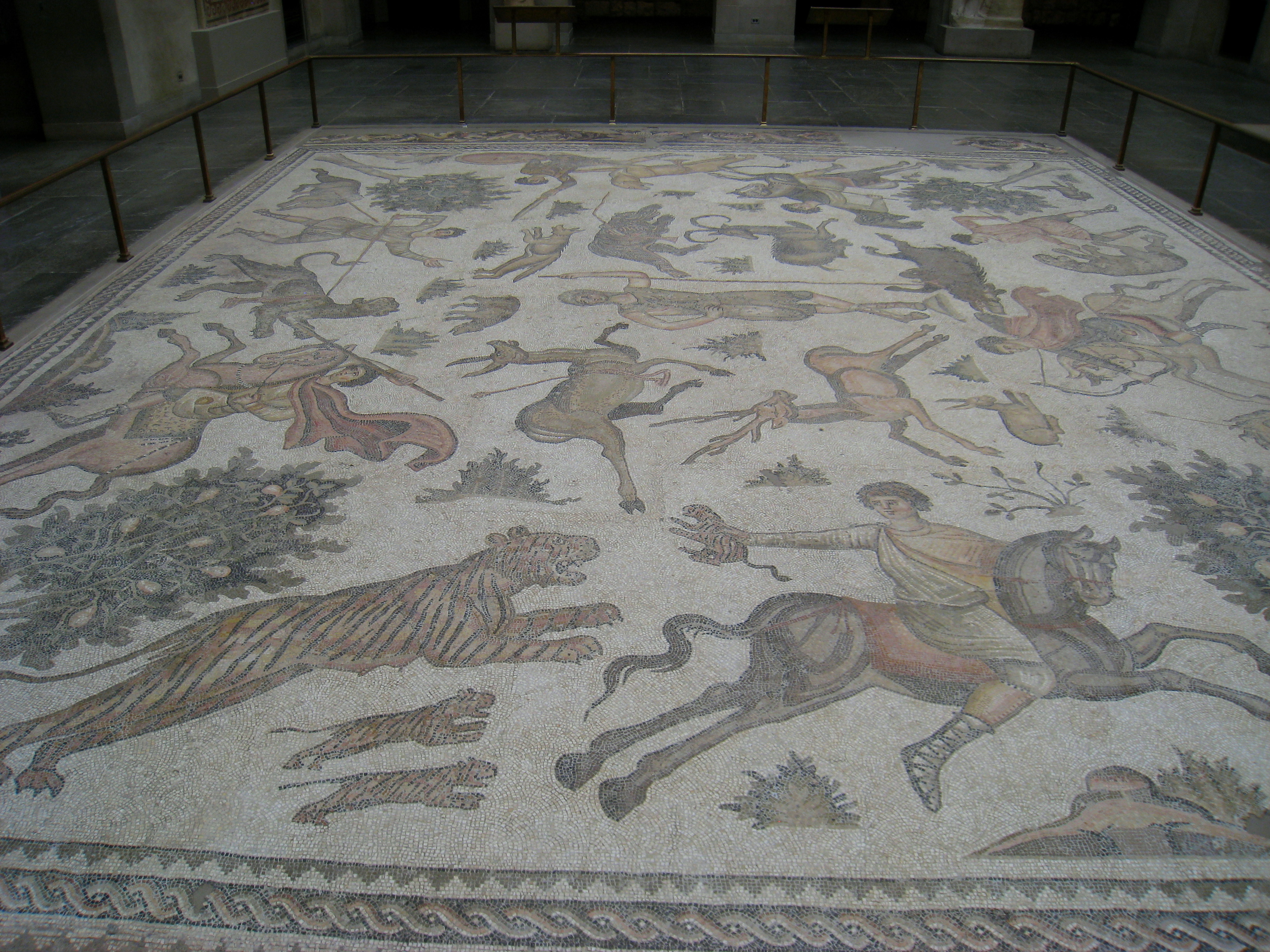
Detalle del mosaico.

El mosaico presenta a varios cazadores, que se supone que son miembros de la aristocracia bizantina. Algunos montan a caballo y otros están inmóviles. En el centro de la pieza se encuentra un único cazador que observa a los demás mientras utilizan arcos, lanzas y espadas para someter a grandes y peligrosos animales de caza. El mosaico también muestra animales más jóvenes que no son el objetivo de los cazadores. Esta característica indica que los cazadores podían tener conocimientos de conservación y que sus esfuerzos estaban deliberadamente dirigidos a evitar la extinción de estos animales. Algunos de estos animales, sobre todo el tigre, habrían sido considerados caza exótica, ya que no eran nativos de la región. Esta pieza es un excelente ejemplo de arte bizantino secular, ya que carece de cualquier iconografía o alusión religiosa significativa. Aunque está un poco descolorida, gran parte del vivo colorido de esta pieza sigue siendo fácilmente visible.

## Influencias estilísticas

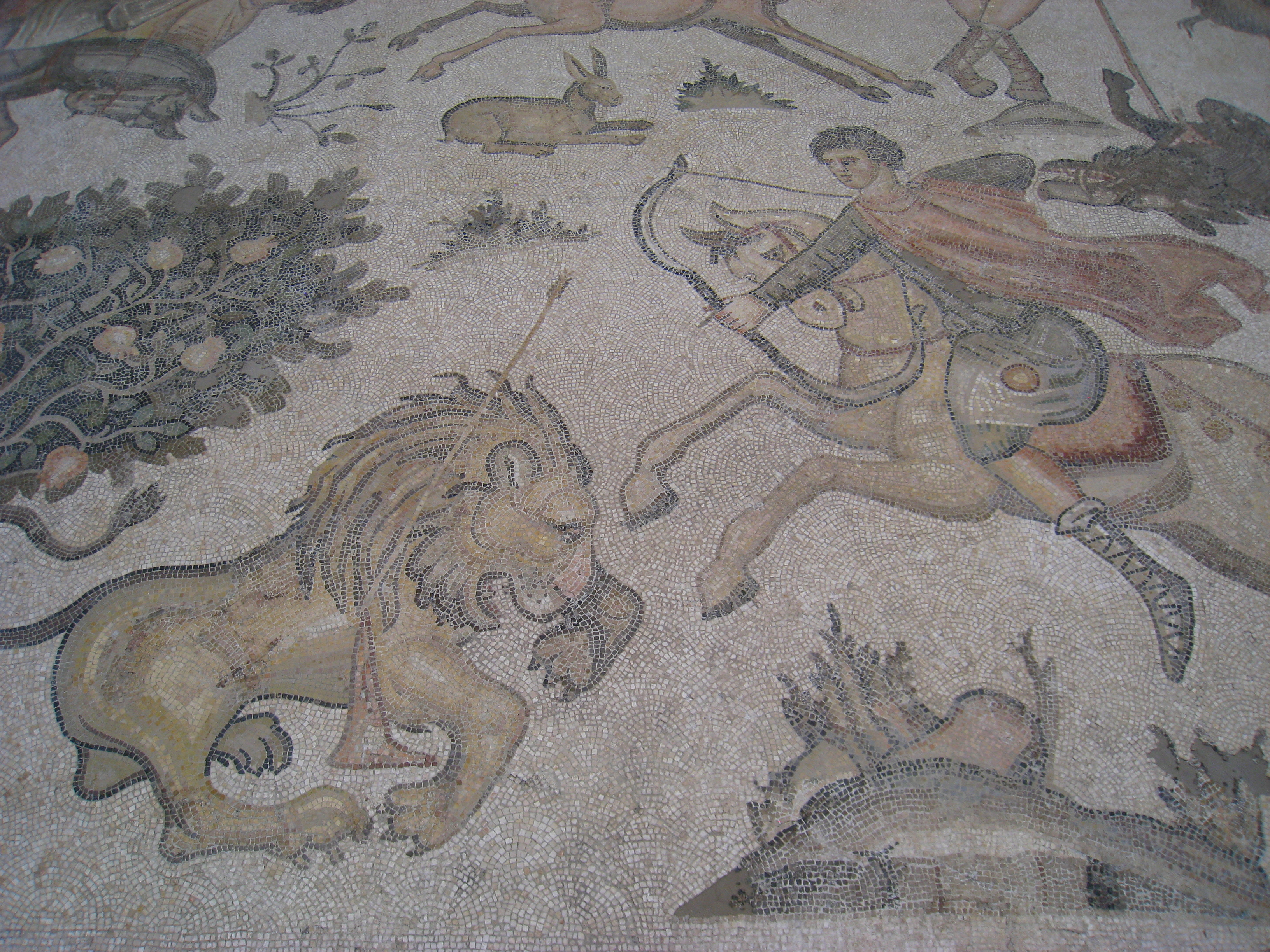
Un cazador a caballo utiliza un arco para someter a una caza peligrosa.

La región que rodea a Antioquía representaba una encrucijada entre las formas de arte orientales y occidentales a finales de la antigüedad tardía y principios de la Edad Media. Esta mezcla de estilos artísticos se refleja de varias maneras al examinar la Cacería de Worcester. Todas las figuras están dispuestas en un patrón circular alrededor de una figura central, que es una característica de las obras de arte de la antigua Persia. Mientras que las vestimentas de los cazadores parecen ser de origen grecorromano, algunas de las armas que se observan tienen un estilo más inspirado en Oriente. El mosaico contiene una representación algo abstracta de los seres humanos, mientras que los animales parecen estar más detallados, lo que les da un aspecto más realista. Muchos artistas de esta época trataron de evocar elementos clásicos en sus obras, lo que dio lugar a una tendencia a incorporar los principios clásicos grecorromanos en el arte bizantino. Los diversos elementos temáticos expuestos en el mosaico demuestran cómo el artista incorporó estilos de múltiples culturas al construir esta pieza. El arte bizantino oscilaba entre las representaciones naturalistas y las abstractas, dependiendo de factores sociales y religiosos.